# Bartovics József
Bartovics József (Nagyvárad, 1935. február 22. – Nagyvárad, 2005.) romániai magyar festő és mozaikművész. 

## Életpályája
A nagyváradi Művészeti Népiskolában tanult képzőművészetet. 1955-ben volt első kiállítása Nagyváradon. 1956-tól különböző tanároknál (Macalik Alfréd, Papp Aurél) tanult művészeti magániskolákban.
Mozaikokat is készített, amelyek Várna különböző intézményeiben találhatók. Festményei számos csoportos kiállításon szerepeltek.

## Fordítás
- Ez a szócikk részben vagy egészben  a   József Bartovics című német Wikipédia-szócikk ezen változatának fordításán alapul.  Az eredeti cikk szerkesztőit annak laptörténete sorolja fel. Ez a jelzés csupán a megfogalmazás eredetét és a szerzői jogokat jelzi, nem szolgál a cikkben szereplő információk forrásmegjelöléseként.